# Atractotomus purshiae
Atractotomus purshiae är en insektsart som beskrevs av Richard C. Froeschner 1963. Atractotomus purshiae ingår i släktet Atractotomus och familjen ängsskinnbaggar. Inga underarter finns listade i Catalogue of Life.